# 比杜路古足球會
比杜路古足球會（羅馬尼亞語：FC Petrocub Hîncești），简称比杜路古，是一家位于摩尔多瓦亨切什蒂的职业足球俱乐部。球队目前参加摩爾多瓦超級足球聯賽。球队主场位于亨切什蒂市政球场。

## 历史
俱乐部成立于1999年。
2024年5月18日，佩特罗库布以4–1击败基希訥烏野牛，首次夺得摩爾多瓦超級足球聯賽冠军。

## 荣誉
- 摩爾多瓦超級足球聯賽
  - 冠军: 2023–24
- 摩爾多瓦盃
  - 冠军: 2019–20, 2023–24